# Humberlito Borges
Humberlito Borges (Salvador, 5 oktober 1980) is een Braziliaanse voetballer.

## Braziliaans voetbalelftal
Humberlito Borges debuteerde in 2011 in het Braziliaans nationaal elftal en speelde 1 interland.